# Ekosaari
Ekosaari är en ö i Finland. Den ligger i sjön Rautavesi och Liekovesi och i kommunen Sastamala i den ekonomiska regionen  Sydvästra Birkaland och landskapet Birkaland, i den sydvästra delen av landet, 170 km nordväst om huvudstaden Helsingfors. Öns area är 15,1 hektar och dess största längd är 0,6 kilometer i sydöst-nordvästlig riktning.